# Banc de Reserva de l'Índia
El Banc de Reserva de l'Índia, abreujat com a RBI pel seu nom en anglès Reserve Bank of India, és el banc central de la República de l'Índia i l'organisme regulador responsable de la regulació del sistema bancari indi i la moneda índia. Propietat del Ministeri de Finances del Govern de la República de l'Índia, és responsable del control, l'emissió i el manteniment del subministrament de la rupia índia. També gestiona els principals sistemes de pagament del país i treballa per promoure el seu desenvolupament econòmic.
El RBI, juntament amb l'Associació de Bancs Indis, va establir la Corporació Nacional de Pagaments de l'Índia per promoure i regular els sistemes de pagament i liquidació a l'Índia. Bharatiya Reserve Bank Note Mudran (BRBNM) és una divisió especialitzada del RBI a través de la qual imprimeix i encunya bitllets de moneda índia (INR) en dues de les seves impremtes de moneda ubicades a Mysore (Karnataka; sud de l'Índia) i Salboni (Bengala Occidental; est de l'Índia). La Corporació d'Assegurança de Dipòsits i Garantia de Crèdit va ser establerta pel RBI com una de les seves divisions especialitzades amb la finalitat de proporcionar assegurança de dipòsits i garantir les facilitats de crèdit a tots els bancs indis.
Fins a la creació del Comitè de Política Monetària el 2016, també tenia el control total sobre la política monetària del país. Va començar les seves operacions l'1 d'abril de 1935 d'acord amb la Llei del Banc de Reserva de l'Índia de 1934. El capital social original es dividia en accions de 100 cadascuna totalment desemborsada. El RBI va ser nacionalitzat l'1 de gener de 1949, gairebé un any i mig després de la independència de l'Índia.
La direcció general del RBI recau en el consell d'administració central de 21 membres, compost per: el governador; quatre governadors adjunts; dos representants del Ministeri de Finances (normalment el Secretari d'Afers Econòmics i el Secretari de Serveis Financers); deu directors nomenats pel govern; i quatre directors que representen les juntes locals de Mumbai, Kolkata, Chennai i Delhi. Cadascuna d'aquestes juntes locals consta de cinc membres que representen els interessos regionals i els interessos dels bancs cooperatius i indígenes.
És un banc membre de la Unió Asiàtica de Compensació. El banc també participa activament en la promoció de polítiques d'inclusió financera i és un membre destacat de l'Aliança per a la Inclusió Financera (AFI). Sovint es coneix el banc amb el nom de "Mint Street".